# Sede titolare di Lorea
La diocesi di Lorea (in latino Dioecesis Loriensis) è una sede titolare soppressa della Chiesa cattolica.

## Storia
Nell'unica Notitia episcopatuum nota del patriarcato di Antiochia è menzionata una diocesi, suffraganea dell'arcidiocesi di Bosra nella provincia romana d'Arabia, che gli autori nominano in modo differente, a seconda dell'interpretazione delle diverse recensioni della Notitia stessa. Secondo Syméon Vailhé la diocesi si chiamava Lorea, mentre per Ernest Honigmann era Dorea. Secondo lo stesso Honigmann, la sede di Dorea si trovava a Dur, luogo dove nella seconda metà del VI secolo fu eretto un santuario a san Leonzio; questa località era nei pressi di Bousr el-Hariri nella Traconitide.
Il titolo vescovile di Lorea è stato assegnato dalla Chiesa cattolica a partire dal XVI secolo, ma in seguito è stato soppresso.

## Cronotassi dei vescovi titolari
- Giovanni † (? - ? deceduto)
- Cristoforo Dien † (19 luglio 1532 - ? deceduto)
- Baldassarre di Elbora, O.F.M. † (10 giugno 1541 - ? deceduto)
- Dionisio Dolfin † (8 febbraio 1698 - 20 luglio 1699 succeduto patriarca di Aquileia)
- Paweł Konstanty Dubrawski † (5 ottobre 1699 - settembre 1714 deceduto)
- Anonimo † (27 agosto 1850 - ?)[7]
- Vjenceslav Šoić † (26 ottobre 1875 - 11 gennaio 1891 deceduto)
- José María Carpenter Aponte † (4 giugno 1891 - 3 giugno 1905 deceduto)[8]
- Angelo Michele Iannacchino † (12 gennaio 1918 - 26 gennaio 1920 deceduto)[9]
- Thomas Edmund Molloy † (28 giugno 1920 - 21 novembre 1921 nominato vescovo di Brooklyn)
- Johann Evangelist Müller † (10 ottobre 1922 - 29 giugno 1953 nominato vescovo di Stoccolma)